# Karanisia
Genre
Espèces de rang inférieur
- † Karanisia clarki Seiffert[1] et al., 2003 (espèce type)
- † Karanisia arenula Jaeger[2] et al., 2010

Karanisia est un genre éteint de primates lorisidiens et est représenté par deux espèces : 
- K. clarki[3],[4] ;
- K. arenula[2].

## Karanisia clarki
K. clarki a été décrit en 2003 à partir de dents isolées et de fragments de mâchoires trouvés dans des sédiments datant de la fin de l'Éocène moyen, il y a environ 40 Ma (millions d'années) dans la Formation de Birket Qarun dans le gouvernorat du Fayoum en Égypte,. Les échantillons trouvés indiquent la présence d'un peigne dentaire, ce qui en fait le plus ancien fossile de primate à posséder indiscutablement ce trait, que possèdent uniquement les lémuriens malgaches actuels. Ce fossile, ainsi que Bugtilemur mathesoni découvert en 2001 dans la formation de Chitarwata au Pakistan et datant de l'Oligocène possèdent un peigne dentaire ont compliqué l'énigme de l'origine des lémuriens.

## Karanisia arenula
En 2010, une deuxième espèce, K. arenula, a été décrite dans la revue Nature. Elle a été découverte dans des sédiments datant de la fin de l'Éocène moyen en Libye.